# PATCH WORK LIFE
PATCH WORK LIFE（パッチ・ワーク・ライフ）は、日本のスリーピースバンド。

## 来歴
2001年に結成。しばらくは下北沢を中心としてライブ活動を行っていたが、2004年4月21日に「P」でCDデビュー。同年夏には日本47都道府県を回る全国ツアーを行う。2005年にメンバーの入れ替えがあった後、2006年に活動休止。
その後、ヨモギダは新バンド「Darlin'onStage」を結成。（2010年に解散）

## メンバー

### 活動休止前メンバー
- ヨモギダ - 本名:蓬田 修士、1980年5月27日生まれ。茨城県水海道市（現在の常総市）出身。ボーカル、ギター
茨城県立水海道第一高等学校、中央大学文学部卒業。
フジテレビ系のバラエティ番組「めちゃ×2モテたいッ!」「めちゃ×2イケてるッ!」のコーナー「ヨモギダ少年愚連隊」シリーズの中心人物。
- A.K.R - ベース
- U-KICHI - ドラム 2005年3月加入

### 元メンバー
- K-TA - ドラム 2004年1月加入、2005年1月脱退